# Labeo bottegi
Labeo bottegi is een  straalvinnige vissensoort uit de familie van eigenlijke karpers (Cyprinidae). De wetenschappelijke naam van de soort is voor het eerst geldig gepubliceerd in 1897 door Vinciguerra.
De soort staat op de Rode Lijst van de IUCN als Onzeker, beoordelingsjaar 2009.